# Франц Хиацинт Савойски
Франц Хиацинт Савойски (на италиански: Francesco Giacinto di Savoia, на френски: François-Hyacinthe de Savoie; * 14 септември 1632, Торино, Савойско херцогство; † 4 октомври 1638, пак там) e маркграф на Салуцо, 13-и херцог на Савоя, принц на Пиемонт и граф на Аоста, на Мориен и на Ница през 1637 – 1638 г., титулярен крал на Йерусалим, Кипър и Армения (от 1637 г.) под регентството на майка си.
Освен това е принц на Онеля, върховен принц на Херцогство Аоста и херцог на Аоста, маркграф на Ивреа, марграф на Суза, маркграф на Италия, граф на Асти, граф на Женева, граф на Шабле, граф на Ромон, граф на Карманьола, граф на Танд, барон на Фосини, барон на Во, господар на Пинероло и Верчели, венециански патриций.

## Произход
Франц Хиацинт е син на Виктор Амадей I Савойски (* 1587, † 1637), 12-и херцог на Савоя (1630 – 1637) и принц на Пиемонт, и на съпругата му принцеса Мария Кристина Бурбон-Френска (* 1606, † 1663). Негови дядо и баба по бащина линия са Карл Емануил I Савойски, херцог на Савоя, и Каталина Испанска, дъщеря на испанския крал Филип II Испански и на френската принцеса Елизабет дьо Валоа, а по майчина – кралят на Франция Анри IV и съпругата му Мария де Медичи. Има двама братя и четири сестри:
- Лудвиг Амадей (* 1622, † 1628), принц на Савоя
- Лудовика Кристина (* 1629, † 1692), принцеса на Савоя
- Карл Емануил II (* 1634, † 1675), 14-и херцог на Савоя, принц на Пиемонт, маркиз на Салуцо, граф на Аоста, Мориен, Асти и Ница, херцог на Немур и Гент, крал на Кипър и на Йерусалим (1638 – 1675), съпруг на Франсоаза-Магдалена Орлеанска и на Мария Йоанна Батиста Савойска-Немур
- Маргарита Виоланта (* 1635, † 1663), херцогиня на Парма и Пиаченца като съпруга на Ранучо II Фарнезе
- Катерина Беатрикс (* 1636, † 1637), принцеса на Савоя
- Хенриета Аделхайд (* 1636, † 1676), курфюрстина на Бавария като съпруга на Фердинанд Мария Баварски

- Портрети на Франц Хиацинт Савойски

## Биография
Той няма възможност да царува. Когато бащата му умира, Франц Хиацинт е едва на 5 години и майка му е регентка предвид младата му възраст. По онова време Савойските държави са бойно поле на Франция и Испания: бушува Тридесетгодишната война. Мария Кристина Бурбон-Френска се обляга на френската корона и поради натиска на кардинал Ришельо, упражняван чрез министъра му Мишел Партичели д'Емери. Френските войски обаче скоро се оказват недостатъчни, за да спасят град Верчели, обсаден от испанските войски, разположени в района на Милано, и градът е принуден да капитулира.
Франц Хиацинт, номиниран за принц на Пиемонт, пребивава в онези смутни времена в замъка Валентино в Торино. С крехко здраве, той успява да запази това си звание само 11 месеца. На 14 септември 1638 г. си ляга с внезапна атака на треска. На 4 октомври е последната консултация с лекарите. Майка му Кристина Мария нарежда да свикат Съвета на великите на короната, но когато те стигат до замъка Валентино, 6-годишният ѝ син е вече мъртъв. Малкият херцог умира в три сутринта. Аутопсията установява, че „всички части на тялото на принца освен мозъкът му са увредени“. На следващия ден върху бяла постеля тялото му е транспортирано до Катедралата на Торино за погребение.
Последните му дела са записани от Луиджи Чибрарио в неговата „История на Торино“ от 1836 г.: „Чувствайки се болен, той казва на по-малкия му брат Карл Емануил: „Вземи си короната, защото аз завърших царуването си“. Умирайки, той кара да му дадат разпятието. След като го целува, той приключва живота си с думите: „Сега се радвам да умра“. По време на болестта си получава причастие от папския нунций Гафарели и му дават да целуне важната реликва на Пресветата Плащаница от игумена Ското – първи ковчежник, придружаван от нунция и от архиепископа.
Тялото на Франциск Хиацинт е погребано през 1836 г. в Сакра ди Сан Микеле, където почива в каменен саркофаг в центъра на стария църковен презвитерий.
Смъртта му се случва по време на кулминацията на кризата в Савойската държава, която изглежда близо до изчезването си под атаките на съседите и разприте между нейните първенци.